# 229762 Gǃkúnǁʼhòmdímà
229762 Gǃkúnǁʼhòmdímà, chỉ định tạm thời 2007 UK126, là một thiên thể ngoài Sao Hải Vương và hệ đôi từ đĩa phân tán mở rộng, nằm ở khu vực ngoài cùng của Hệ Mặt Trời. Nó được phát hiện vào ngày 19 Tháng 10 năm 2007 bởi những nhà thiên văn học người Mỹ Megan Schwamb, Michael Brown và David Rabinowitz tại Đài thiên văn Palomar ở California và có đường kính khoảng 600 km, và là đại diện của các thiên thể kích thước trung bình dưới 1000 km không có khả năng trở thành vật thể rắn hoàn chỉnh. Vệ tinh dài 100 km của nó được phát hiện bởi Keith Noll, Will Grundy và các đồng nghiệp với Kính viễn vọng không gian Hubble năm 2008.

## Tên gọi
Tên Gǃkúnǁʼhòmdímà là từ người Juhoansi (› wiki › ǃKung_people người !Kung) của Namibia. Gǃkúnǁʼhòmdímà là Cô gái lợn đất xinh đẹp của thần thoại Juǀʼhoan, đôi khi xuất hiện trong những câu chuyện của những người San khác là một cô gái trăn hay một cô gái voi; cô bảo vệ người dân của mình và trừng phạt những kẻ phạm tội bằng cách sử dụng những cái gai gǁámígǁàmì, một đám mây mưa đầy mưa đá và sừng linh dương ma thuật của cô. Vệ tinh Gǃòʼé ǃHú được đặt theo tên của cô: nó có nghĩa đơn giản là 'sừng linh dương' (gǃòʼé) 'sừng' (hú).

## Quỹ đạo
Gǃkúnǁʼhòmdímà quay quanh Mặt Trời ở khoảng cách 37,5 - 107,9 AU cứ sau 620 năm và 2 tháng (226,517 ngày; bán trục lớn là 72,72 AU). Quỹ đạo của nó có độ lệch tâm 0,48 và độ nghiêng 23 ° so với đường hoàng đạo. Độ lệch tâm là 0,48 cho thấy nó bị phân tán trọng lực vào quỹ đạo lệch tâm hiện tại của nó. Nó sẽ củng điểm vào tháng 7 năm 2046 và các sự kiện huyền bí lẫn nhau với vệ tinh của nó sẽ bắt đầu vào cuối năm 2050 và kéo dài gần hết thập kỷ đó. Nó có độ sáng tuyệt đối là 3,7, và đã được quan sát 178 lần trong 16 lần đối lập với hình ảnh khám phá từ năm 1982.

## Đặc điểm vật lý
Các sự kiện che lấp sao cho thấy Gǃkúnǁʼhòmdímà có đường kính là 600 – 670 km, nhưng không phải là hình cầu. Do các biến chứng từ hình dạng không phải hình cầu của nó, thời gian quay không thể được xác định chắc chắn từ dữ liệu đường cong ánh sáng hiện tại, có biên độ Δm = 0,03 ± 0,01 độ sáng (› wiki › Absolute_magnitude mag), nhưng đơn giản nhất là 11,05 giờ. Nó gần như chắc chắn giữa đó và 41 giờ. Khối lượng là (1,36±0,03)×1020 kg, khoảng 2% so với Mặt Trăng của Trái Đất và nhiều hơn một chút so với vệ tinh Enceladus của Sao Thổ. Mặt trăng không có khả năng chiếm hơn 1% trong tổng số. Albedo hình học của nó là khoảng 0,15 và mật độ khối lượng thể tích của nó khoảng 1.
Kể từ tháng 6 năm 2018, Mike Brown liệt kê nó rất có khả năng là một hành tinh lùn, do kích thước của nó. Tuy nhiên, Grundy et al. đề xuất rằng mật độ thấp và suất phản chiếu, kết hợp với thực tế là các TNO lớn hơn và nhỏ hơn - bao gồm cả sao chổi - có một phần đáng kể đá trong thành phần của chúng, chỉ ra rằng nó và các vật thể tương tự như 174567 Varda và 120347 Salacia (trong phạm vi kích thước 400–1000 km, với các suất phản chiếu nhỏ hơn ≈0,2 và mật độ ≈1,2 g/cm3 hoặc ít hơn) có thể giữ được độ xốp trong cấu trúc vật lý của chúng, chưa bao giờ sụp đổ và có thể phân biệt thành các hành tinh như mật độ cao hơn hoặc suất phản chiếu cao hơn (và có lẽ đã xuất hiện trở lại) 90482 Orcus và (50000) Quaoar, hoặc tốt nhất chỉ được phân biệt một phần.

## Vệ tinh
Nó có một vệ tinh được biết đến, Gǃòʼé !Hú.

### Đặc điểm vật lý
Đây là một trong những TNO đỏ nhất được biết đến. Kích thước và khối lượng chỉ có thể được suy ra. Sự khác biệt về cường độ giữa hai thiên thể là 3,242 ± 0,039 độ sáng. Điều này sẽ tương ứng với sự khác biệt về đường kính của hệ số 4,45 ± 0,08, giả sử cùng một suất phản chiếu. Các vệ tinh đỏ thường có suất phản chiếu thấp hơn so với nguyên thủy của chúng, nhưng đó có thể không phải là trường hợp của vệ tinh này. Độ không đảm bảo như vậy không ảnh hưởng đến tính toán mật độ vì vệ tinh chỉ có khối lượng khoảng 1% và do đó ít quan trọng hơn độ không đảm bảo trong đường kính của cấp 1.